# Задор Дезидерій Євгенович
Зáдор Дезиде́рій Євге́нович (угор. Zádor Dezső; 20 листопада 1912, Ужгород, Закарпаття — 16 вересня 1985, Львів) — український піаніст, органіст, диригент, композитор, педагог в Угорщині, Чехословаччині та Україні. Разом із Іштваном Мартоном фундатор закарпатської композиторської школи.
Заслужений діяч мистецтв України.

## Життєпис
Батьки стали першими вчителями музики Задора. Мати — вчителька, хорова співачка, скрипалька, батько — органіст, кантор церковного хору. В Ужгороді музикував на органі під час церковних служб, мав перші сольні фортепіанні концерти, виніс на публіку дитячі композиторські спроби.

Задор брав уроки фортепіано у приватного вчителя Жиґмонда Лендєла. Закінчив Празьку консерваторію (1932—1934) з відзнакою на трьох факультетах: органному, диригування і фортепіано. Слухав лекції з композиції у В. Новака, Я. Кржічки, лекції З. Неєдли в Карловому університеті.
Протягом 1934—1936 років виступав як виконавець-піаніст, 1936—1938-х — проходив курс аспірантури в Празі з композиції і музикології, одночасно музичний радник від Підкарпатської Русі в міністерстві освіти, з 1938 року працював педагогом в Підкарпатській Русі (Чехословаччина).
Будучи диригентом, почав вивчення закарпатського музичного фольклору, організував фольклорні експедиції, під час яких записав більше 300 народних пісень, коломийок, колядок, обрядових пісень. В результаті частина опублікована у збірнику «Народні пісні підкарпатських русинів» (Унґвар, 1944).
Задор написав теоретичну працю «Коломийка в руській народній творчості».

### Угорський період творчості
Як виконавець неодноразово виступав у престижних музичних програмах Будапештської музичної академії, Будапештського і Кошицького радіо.
1943 року Задора запросили викладати фортепіано в Коложварську консерваторію. Мобілізований до угорської армії. Чехословацькі репатріаційні органи направили його до Ужгорода. Тут став організатором, а згодом і директором музичного училища.

### Період творчості в СССР
Після анексії Закарпаття з боку СССР прийнятий в Союз композиторів, протягом 1947—1950 років — диригент і соліст Ужгородського симфонічного оркестру.
У 1948—1949 роках потерпає від кампанії «боротьби з космополітизмом». Звільнений з посади створеного ним училища, на його місце призначили журналіста В. Хоменка.
У 1954—1963 роках — художній керівник філармонії в Ужгороді, протягом 1963—1985-х — професор Львівської консерваторії.
З нагоди 80-річчя від дня народження Дезидерія Задора Ужгородському державному музичному училищу присвоєно його ім'я. Також на пам'ять про першого директора училища в ньому відкрито клас-музей.

### Музичні твори
Симфонічний твір, кантата «Карпати» (1959), симфонічні поеми «Верховина» (1971), «Карпатська рапсодія» (1974), фортепіанні п'єси «Закарпатські ескізи», «Концерт для фортепіано з оркестром», хори, романси, пісні, опрацювання народних пісень «Покладу, покладу значок на віконце», «Ой, зацвіли фіялочки», обробки народних пісень для голосу з фортепіано — «Пішов Іван в полонину косити», «Балада про Довбуша», «Серед села дичка», «Легіники», «Гей, Іване», «Порізалам перстик», «Паде дощ», музика до театральних постановок.
Обробка Задором закарпатської народної пісні «Верховино, світку ти наш…» з 1954 року набуває всеукраїнської популярності, стає відомою чи не всім українцям.
Виховав декілька поколінь учнів: виконавців, композиторів, диригентів, музикознавців.
Разом із І. Мартоном є фундатором закарпатської композиторської школи. Його роль співвідносна із роллю Бедржиха Сметани для чеської музики, Ференца Ліста — для угорської, Станіслава Людкевича для західноукраїнського професійного музичного мистецтва.

## Особисте життя

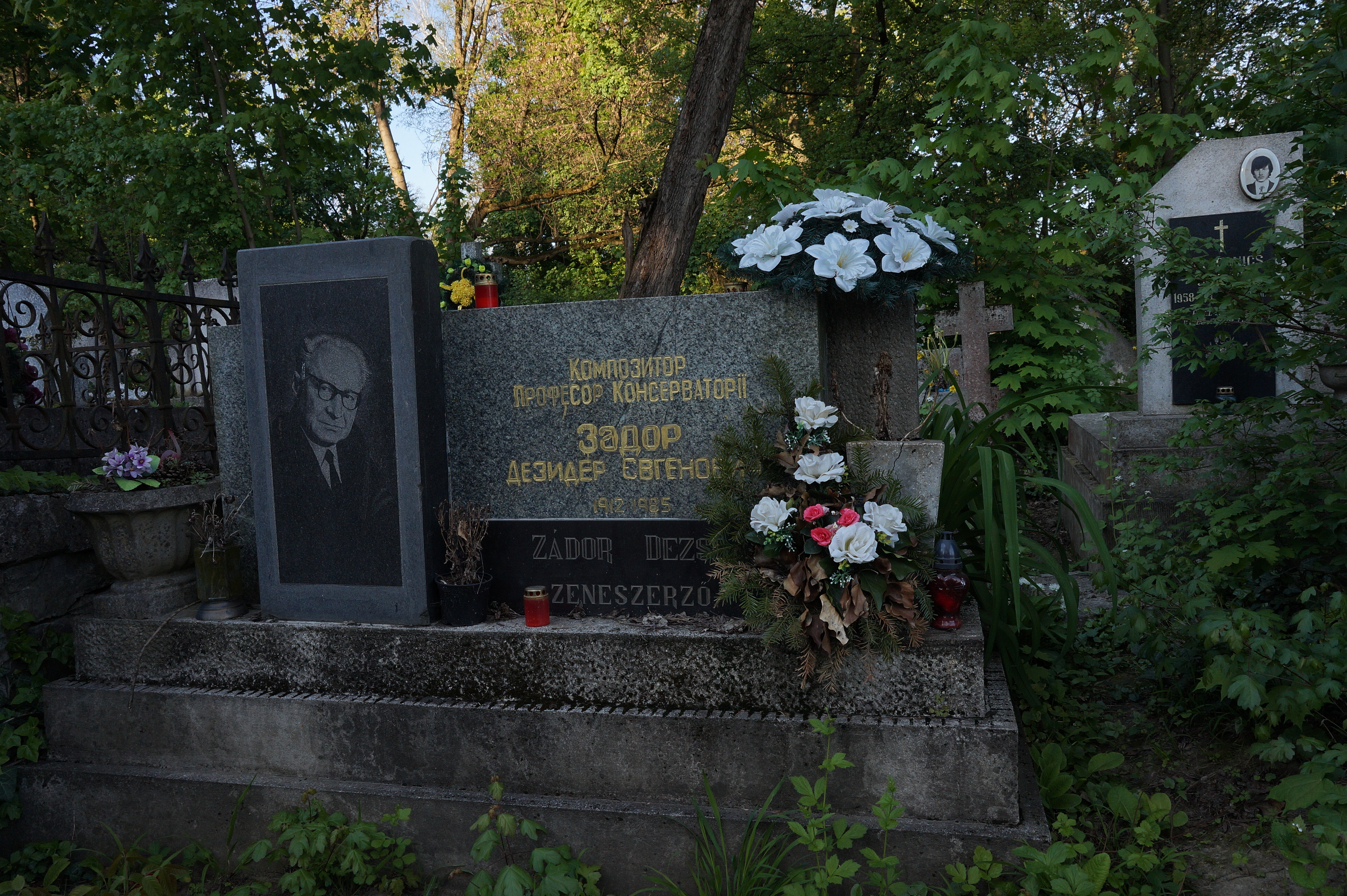
Могила Д.Задора в Ужгороді

Похований за бажанням покійного в Ужгороді. 23 вересня 2006 року біля могили Задора похована його дружина — Магдалина.